# Superkupa Shqiptar 1994
La Superkupa Shqiptar 1994 è stata la quinta edizione della supercoppa albanese, giocata a due anni di distanza dalla precedente. Non venne assegnata nel 1993 perché il Partizani Tirana vinse sia il campionato che la coppa
La partita fu disputata dal Teuta Durrës, vincitore del campionato, e dal Tirana, vincitore della coppa.
Questa edizione si giocò allo Qemal Stafa Stadium di Tirana e vinse il Tirana 1-0 realizzando un calcio di rigore nella prima parte della partita.
Per la squadra di Tirana è il primo titolo.

## Tabellino
| Arbitro: | Ylvi Kollari |

|  |           |                   |
|  | Marcatori | 14’ (rig.) Prenga |